# Enciclopedia di Otto
L'enciclopedia di Otto (in ceco Ottova encyklopedie o Ottův slovník naučnýìì), pubblicata alla fine del ventesimo secolo, è la più grande enciclopedia scritta in lingua ceca. Per la sua portata e qualità di scrittura, è paragonabile alle più grandi enciclopedie del mondo del suo tempo, al pari dell'Encyclopædia Britannica.

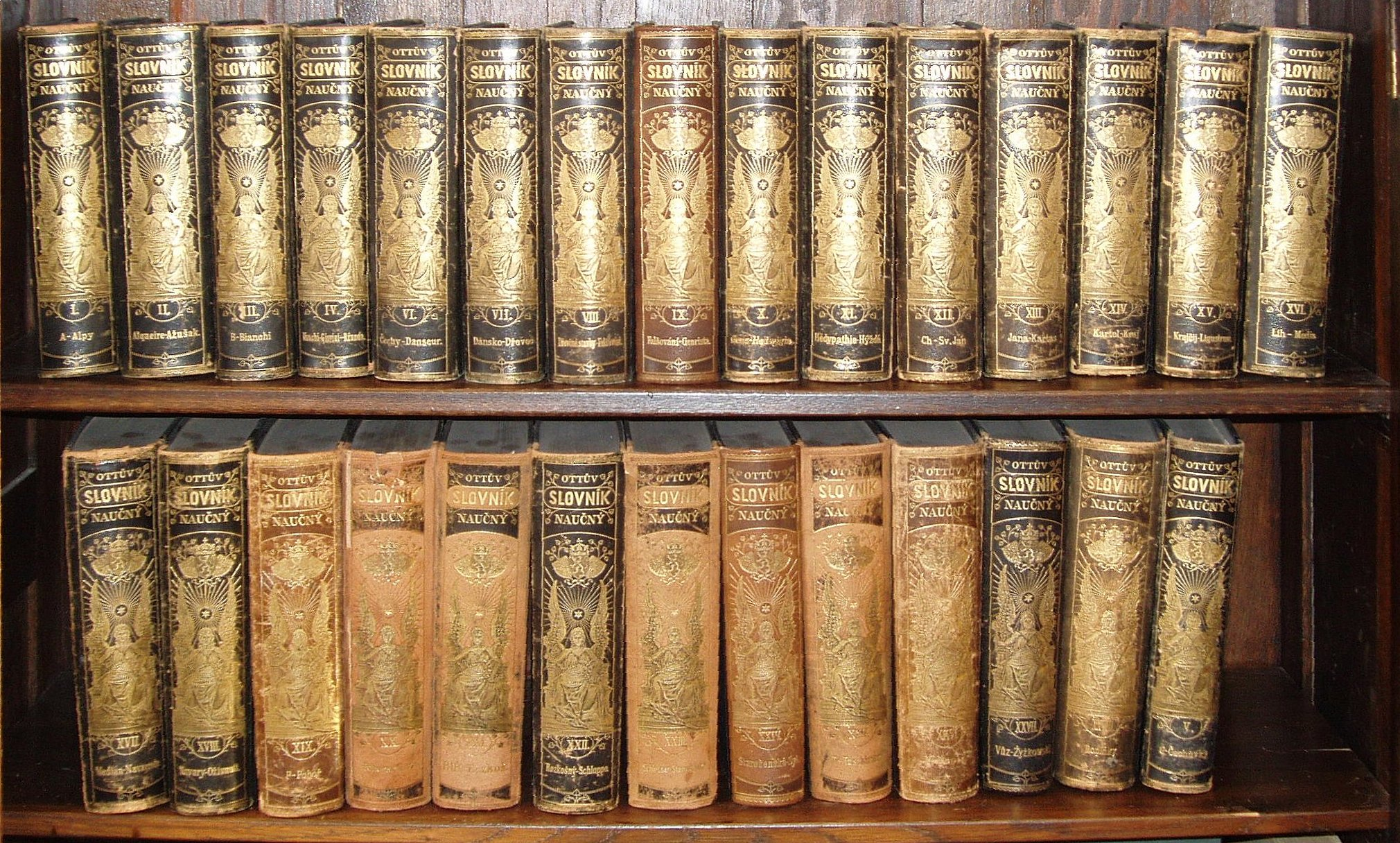
I 28 volumi dellenciclopedia di Otto

All'inizio del 1880, Jan Otto, un editore e libraio ceco, ha iniziato a pianificare una nuova generale enciclopedia ceca. È stato ispirato dalla prima enciclopedia ceca ad opera di F. L. Rieger, un lavoro di quattordici volumi pubblicato tra il 1860 e il 1874, ma Otto ha voluto andare oltre. Per molto tempo, Otto non riesce a trovare un redattore capo adatto, fino a quando non ha cominciato a lavorare con Jan Malý, un ex co-editore dell'enciclopedia di Reiger, che ha stabilito un concept del nuovo lavoro con la proposta del nome "enciclopedia nazionale ceca" (Národní encyklopedie česká) nel 1884. Dopo la morte di Malý, avvenuta l'anno dopo, Otto ha trovato un nuovo capo redattore, Tomáš Masaryk, il futuro presidente della Cecoslovacchia, e nel 1886 è iniziato il lavoro effettivo (lo stesso Masaryk si è occupato di scrivere argomenti quali la psicologia, la sociologia, la filosofia e le discipline logiche). Nel 1888, Masaryk è stato coinvolto in una disputa sull'autenticità dei manoscritti degli storici Zelenohorský e Královedvorský e si è dimesso dalla direzione editoriale. Otto è riuscito a creare un nuovo gruppo editoriale con tecnici di primo piano, teologi e rappresentanti delle università ceche. Il loro intenso lavoro e il lavoro dei loro collaboratori, ha portato alla pubblicazione del primo volume dell'enciclopedia, sotto il nome Ottův slovník naučný (enciclopedia di Otto), nel mese di gennaio del 1888. Da questo momento in poi, il lavoro è proseguito senza particolari problemi e i volumi sono stati regolarmente pubblicati fino all'ultimo (il numero 28), che uscì nel 1908.
L'enciclopedia di Otto è composta da 28 volumi (27 più uno supplementare) e contiene circa 150.000 voci stampate su 28.912 pagine, utilizzando circa 130 milioni di lettere. Sono presenti circa 5.000 immagini e illustrazioni e ci sono 479 pagine di allegati all'enciclopedia. Gli editori principali sono stati circa 55 e hanno partecipato alla sua creazione più di 1.100 collaboratori esterni.
Subito dopo aver terminato la sua enciclopedia, Otto ha cominciato a pianificare una seconda edizione, composta da sedici volumi di revisione e ha iniziato a preparare la sua realizzazione. La preparazione per la pubblicazione è stata continuata da altri editori anche dopo la sua morte (avvenuta nel 1916) e durante la prima guerra mondiale, ma non è mai stata completata a causa del veloce aumento delle spese.
Nonostante ciò, la casa editrice "Jan Otto Ltd.", guidata dal genero KB Mádl, ha iniziato a pubblicare dei supplementi per l'enciclopedia originale (Ottův slovník naučný Nové Doby) nel 1930. Queste integrazioni, di ampia concezione, avrebbero dovuto riflettere le nuove conoscenze che derivavano dopo la pubblicazione della prima edizione, i nuovi eventi storici e la nuova realtà politica appena nata in Cecoslovacchia. La maggior parte delle voci erano completamente nuove, solo una piccola parte delle voci presenti nella prima edizione dell'enciclopedia sono state riviste. La società "Jan Otto Ltd." ha continuano a pubblicare i supplementi fino al 1934, quando ha avuto problemi finanziari e il lavoro è stato indirizzato verso la casa editrice "Novina". Anche se i supplementi sono stati inseriti in un insieme di 16 volumi, gli ultimi due dei quali, pur essendo pronti per la stampa, non sono mai stati pubblicati, l'intero progetto venne fermato nel 1943 dai nazisti. L'ultima voce pubblicata dalla nuova enciclopedia resta quindi la parola "Užok" (un villaggio ungherese). I volumi comprendenti le lettere "V" e "Z" scomparvero. La nuova edizione dell'enciclopedia di Otto rimane grande circa un terzo rispetto all'edizione originale. Contiene 60.000 voci in 12 volumi stampati su 8.585 pagine.
L'intero progetto è stato ripubblicato tra il 1996 e il 2003. In seguito è stato anche digitalizzato ed è apparso in una versione per CD-ROM.
L'enciclopedia di Otto ha dimostrato il progresso della società ceca e ha notevolmente supportato la nascita della sua identità nazionale. Ancora oggi, è una buona fonte di informazioni, soprattutto riguardo argomenti storici. Nel suo libro, Derek Sayer dice che «Ottův slovník naučný resta la più grande delle opere di riferimento ceche, insuperabile da nessuno dalla sua pubblicazione. A suo tempo è stata una delle più grandi enciclopedie del mondo, seconda per numero di voci e d'illustrazioni forse solo all'Encyclopædia Britannica.»